# Tatenhauser Wald

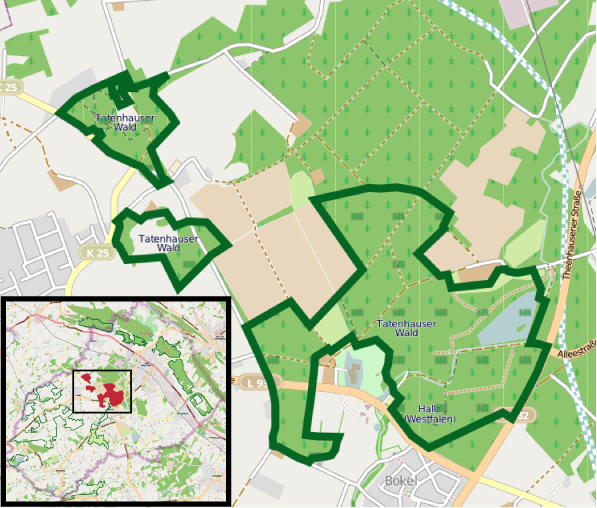
Karte des Tatenhauser Walds

Der Tatenhauser Wald (oft auch Tatenhausener Wald genannt) ist ein Naturschutzgebiet mit einer Größe von 114 ha in den Ortsteilen Hörste und Bokel von Halle (Westf.). Es besteht aus drei nicht zusammenhängenden Teilgebieten. Weite Teile des Tatenhauser Waldes sind Bestandteil des europäischen Schutzgebietssystems Natura 2000 (FFH-Gebiete).
Das größte Teilgebiet umgibt das Wasserschloss Tatenhausen, das nicht Teil des Gebietes ist, aber mit seinen alten Gemäuern, Kellergewölben und Dachböden sowie mit seinen Wasser- und Parkflächen einen Lebensraum besonders für Fledermäuse bietet und damit in enger Beziehung zum Naturschutzgebiet steht. Das zweitgrößte Teilgebiet umgibt die Kirche von Stockkämpen, während das dritte und kleinste Gebiet als Flurstück zwischen den beiden anderen liegt. Das Naturschutzgebiet wird durchflossen vom Loddenbach, Ruthebach und Laibach.

## Flora
Im Tatenhauser Wald gibt es großflächige Buchen- und Eichenmischwälder, Hainsimsen-Buchenwald ist der vorherrschende Waldtyp. Mit einem hohen Anteil an Althölzern stellen sie für die Westfälische Bucht eine Besonderheit dar. In grundwassernahen Bereichen kommen Auenwälder mit Schwarzerlen ebenso vor wie Quellbereiche und Waldtümpel.
Obwohl Naturschutzgebiet wird der Tatenhauser Wald forstlich genutzt. Der Holzeinschlag erfolgt nicht als Kahlschlag, sondern durch Nutzung einzelner Bäume. Die entstehenden Freiräume bieten Platz für Sämlinge, wodurch eine natürliche Verjüngung des Waldes begünstigt wird.
Viele Tier- und Pflanzenarten sind auf Totholz angewiesen. So leben rund 25 % aller in Deutschland vorkommenden
Käfer am Holz in seinen verschiedenen Zerfallsstadien. Sie finden im „aufgeräumten Wirtschaftswald“ oft nicht genügend
Lebensstätten, so dass zahlreiche Arten gefährdet sind. Im Tatenhauser Wald werden daher über 400 Altbäume nicht gefällt und nach ihrem Absterben dem natürlichen Zerfall überlassen.
Wenn die Bäume noch nicht belaubt sind, nutzen einige Frühjahrsblüher das einfallende Licht. Buschwindröschen und Scharbockskraut besiedeln feuchte Böden und bilden zum Teil große Blütenteppiche. Bereits ab Mai ziehen diese Pflanzen ihre Blätter wieder ein und sind über den Sommer nicht zu sehen.

## Fauna
Unter den seltenen bzw. gefährdeten Arten, die im Tatenhauser Wald zu finden sind, sind mehr als zehn Fledermaus- und fünf Spechtarten.
Im Tatenhauser Wald gibt es sämtliche waldbewohnende Fledermausarten, die im Naturraum der Westfälischen Bucht zu erwarten sind. Sie haben unterschiedliche Lebensraumansprüche und Jagdweisen.
Die Bechsteinfledermaus sammelt in unterholzreichen Wäldern Tag- und Nachtfalter von
den Blättern ab. Das Große Mausohr bevorzugt dagegen unterwuchsarme Wälder und jagt am Boden nach Laufkäfern. Die Teichfledermaus jagt im schnellen Flug über freien Wasserflächen nach Zuckmücken und Köcherfliegen.
Schwarz-, Bunt-, Grün-, Mittel- und Kleinspecht ziehen im Tatenhauser Wald in selbstgezimmerten Höhlen ihre Jungen auf. Die größten Höhlen baut der Schwarzspecht. Im Folgejahr können dort Dohlen, Hornissen oder Fledermäuse einziehen.